# What Did I Do? / God As My Witness
Singles de Foo Fighters
Congregation
(2014) Outside
(2015)
What Did I Do? / God As My Witness est le quatrième single du groupe américain de rock alternatif Foo Fighters issu de l'album Sonic Highways sorti en 2014.

## Liste des titres
Toutes les chansons sont écrites et composées par Dave Grohl, Taylor Hawkins, Nate Mendel, Chris Shiflett, Pat Smear.
| 1. | What Did I Do? / God As My Witness | 5:44 |

## Membres du groupe lors de l'enregistrement de la chanson
- Dave Grohl : chant, guitare
- Chris Shiflett : guitare
- Nate Mendel : basse
- Taylor Hawkins : batterie
- Pat Smear : guitare